# ゼルダ (ゲームキャラクター)
ゼルダ（Zelda）は、任天堂のコンピューターゲーム『ゼルダの伝説』シリーズに登場する架空の人物。

## 概要
多くのシリーズ作品において舞台となるハイラル王国の王女を務め、一部作品では国を統治する立場にある。王国の秘宝の一つ「知恵のトライフォース」を司っている。なお、各作品のゼルダは一部を除き同名の別人で、作品ごとに設定が異なる。
平和を脅かす者の策謀によって囚われの身となることが多く、主人公・リンクによる救出を待つ。一方、『風のタクト』などでは物語終盤でリンクと共闘し、『大地の汽笛』では終始リンクと一緒に冒険する。また、『ムジュラの仮面』では回想シーンのみに登場し、『トライフォース3銃士』では一切登場しない。『知恵のかりもの』では初めて主人公を務める。
『ふしぎのぼうし』『4つの剣+』『スカイウォードソード』ではリンクと幼馴染の関係にある。
一部作品ではゼルダの父親として「ハイラル王」（正式名は作品により異なる）が登場する。母親は作中には登場しないが、『大地の汽笛』ではゼルダが母親との思い出を語る場面があり、『ブレス オブ ザ ワイルド』では母親のことを日記に綴っている。
ゼルダにはテーマ曲が存在している。曲の初出は『神々のトライフォース』で、この中ではゼルダだけでなく伝説の七賢者の血をひく娘たち共通のテーマであったが、『時のオカリナ』で「ゼルダの子守唄」として用いられて以降、ゼルダにまつわる様々な場面で使われるようになった。また、『スカイウォードソード』のメインテーマ「女神の詩」は、「ゼルダの子守唄」を逆再生したものが元になっている。

## 作品別のゼルダ
※ゼルダと同様、主人公のリンクも特記無き限りは作品ごとに別の存在。
ゼルダの伝説
ハイラル地方の小王国の姫。王国へ侵略してきた魔王ガノンに囚われるが、その直前に王国の秘宝「知恵のトライフォース」を8つに分け、各地へ隠す。エンディングでのみ姿を見せる。
本作の発売前に配布されていたチラシのイラストでは、栗毛のボブカットで桃色のドレスを着用した姿で描かれている。
リンクの冒険
「初代ゼルダ姫」が登場する。生前の父王より王国の秘宝「勇気のトライフォース」のありかを伝えられるが、その件を巡り兄と争った際、側近の魔術師がかけた魔法により永い眠りについてしまう。その後、リンク（『ゼルダの伝説』と同一人物）が試練の末に勇気のトライフォースを獲得し、その力により魔法が解け、眠りから覚める。
ゼルダの伝説 神々のトライフォース
ハイラル王国の王女であり、かつて魔王ガノンを闇の世界に封印した七賢者の1人の子孫。他の賢者の子孫である6人の娘と共に司祭アグニムに捕らえられ、牢獄の中からテレパシーを送ってリンクに助けを求める。その後、一度は救出されるものの再び敵にさらわれ闇の世界へ送り込まれるが、他の子孫たちと力を合わせ、アグニムが控える塔の結界を解く。
ゼルダの伝説 夢をみる島
ゼルダは登場しないが、リンク（『神々のトライフォース』と同一人物）が、物語の舞台となる島に住む女性・マリンをゼルダと見間違える場面がある。
ゼルダの伝説 時のオカリナ
ハイラル王国の幼い王女。王国に取り入る盗賊ガノンドロフの企みを察知し、自分の元を訪れたリンクに王国の危機を伝える。その後、反乱を起こしたガノンドロフから逃れるため王城を後にするが、その際、リンクに手持ちの楽器「時のオカリナ」を託す。それから7年が経過し大人になると「シーク」に変装して身を隠し、7年前の世界から時を渡ってきたリンクの旅を手助けするようになる。リンクが各地の賢者を覚醒させる旅を終えた後、自らの正体を明かしてリンクに「光の矢」を授けるが、直後に現れたガノンドロフにより捕らわれてしまう。しかしその後リンクによって救出され、賢者たちと共にガノンドロフを封印する。戦いの後、争いに巻き込んでしまった事をリンクに謝罪し、「時のオカリナ」の力でリンクを本来の時代に帰す。
『ゼルダ無双』では、作中のゼルダの見た目を本作の大人時代のゼルダのように変更することが可能。
ゼルダの伝説 ムジュラの仮面
回想シーンにのみ登場。『時のオカリナ』の幼少期のゼルダがリンクに「時のオカリナ」を手渡す場面が流れる。
ゼルダの伝説 ふしぎの木の実
ハイラル王国の王女。魔王ガノンの復活をもくろむ魔導士・ツインローバに生贄としてさらわれるが、リンクの活躍により救出される。
ゼルダの伝説 風のタクト
海賊団のリーダー・テトラとして登場。勝ち気で男勝りな性格。さらわれた妹を捜すリンクと共に冒険を進めるが、その中で、自らがハイラル王国の王族の血筋を引いていることがわかる。最終決戦では光の弓矢を用いてリンクと共に戦う。
ゼルダの伝説 神々のトライフォース&4つの剣
ハイラル王国の王女。魔神グフーが封印されている神殿を守護していたが、封印が解かれ復活したグフーにさらわれてしまう。
ゼルダの伝説 4つの剣+
モードの一つ「ハイラルアドベンチャー」ではハイラル王国の王女として登場。6人の巫女と共に魔神グフーにさらわれてしまう。また、別のモード「ナビトラッカーズ」では『風のタクト』のテトラがゲームの進行役を務める。
ゼルダの伝説 ふしぎのぼうし
ハイラル王国の王女。幼馴染みのリンクと共に城下町の祭りを楽しんでいたが、後に、祭りの武術大会の優勝者・グフーの反逆にあい、その中で呪いをかけられ石化してしまう。その後リンクによってグフーが倒され、石化が解ける。
ゼルダの伝説 トワイライトプリンセス
ハイラル王国の王女。ハイラルに侵攻してきた影の世界の僭王・ザントに降伏して王国を明け渡し、自らは王城の一室に幽閉される。後に自らの元を訪れた影の世界の姫・ミドナに力を与えて瀕死の状態を救うが、直後にその場から消える。影の支配から開放すべくリンクが王城に立ち入った際にはガノンドロフに憑依された状態で襲い掛かるが、戦闘後に自我を取り戻し、光の弓矢を用いてガノンドロフとの決戦に臨む。
『ゼルダ無双』では、作中のゼルダの見た目を本作のように変更することが可能。
ゼルダの伝説 夢幻の砂時計
『風のタクト』のテトラと同一人物。航海途中に出会った幽霊船に連れ去られ、魔神ベラムーの呪いによって石化してしまう。その後、リンク（『風のタクト』と同一人物）がベラムーを倒したことにより、元の姿に戻る。
ゼルダの伝説 大地の汽笛
ハイラル王国の王女で、前述作品のテトラの玄孫（5代目）にあたる。淑やかさと勝気さを併せ持つ。虫と鼠が苦手。魔族に体を奪われて魂だけの存在になるが、体を取り戻す為にリンクと冒険を進める。
『ゼルダ無双』では、物語本編のゼルダとは別に、本作仕様のゼルダがプレイヤーキャラクターとして登場する。作中では、本編の「神の塔」の守護者「ファントム」に乗り移った状態で戦う。
『すれちがいMii広場』の遊びの一つ「ピースあつめの旅」で2013年6月に配信されたパネル「ヒロイン」の中に、本作の霊体のゼルダが登場する。
ゼルダの伝説 スカイウォードソード
天空に浮かぶ島・スカイロフトで暮らす女性。ある時、竜巻に飲まれて大地へ落下してしまう。その落下先で出会った老婆から、自らが、かつて邪悪な存在を封印した女神ハイリアの生まれ変わりだと告げられる。そうした自らの運命に従うべく過去の世界へ向かい、魔族の王の封印を安定させるため「封印の神殿」で永い眠りにつく。その後、幼馴染のリンクの力により邪悪な存在が消滅したことで封印の役目を終え目を覚ますが、直後に、魔族の王の復活を目論む魔族長ギラヒムにさらわれてしまう。自らが秘める力をギラヒムに利用されたことで魔族の王「終焉の者」が復活するが、リンクにより「終焉の者」が封印され、無事解放される。戦いを終えた後、リンクと共に地上で暮らすことを決意する。
終始「姫」ではないゼルダが登場するのは本作が初である。
『ゼルダ無双』では、作中のゼルダの見た目を本作のように変更することが可能。
『すれちがいMii広場』の遊びの一つ「ピースあつめの旅」で2013年6月に配信されたパネル「ヒロイン」の中に、本作のゼルダが登場する。
ゼルダの伝説 神々のトライフォース2
ハイラル王国の王女。ハイラル王国の秘宝トライフォースの強奪を企むロウラル王国の司祭ユガの魔術により、額縁の中に封印されてしまう。後にリンクによってユガが倒され元の姿に戻ると、リンクと共にトライフォースに願いを込め、荒廃していたロウラル王国が復興に向かうことになる。
ゼルダ無双
ハイラル王国の王女。敵の侵略から王国を守るため、剣を手にして敵陣に向かう。その後、敵の目を欺くために姿を変え「シーク」の名でハイラル軍に従事し、「水の神殿」を支配していた偽ゼルダの撃破後に元の姿を現す。「細剣」「タクト」「コピーロッド」を武器として使用する。
ゼルダの伝説 ブレス オブ ザ ワイルド
ハイラル王国の王女。幾度となくハイラルを襲った「厄災ガノン」を封印する王家の使命を果たすべく、幼少時から修業を重ねるもなかなか封印の力に目覚めず焦燥に駆られていた。そうした中、厄災ガノンが復活、自らが危機に瀕した際遂に封印の力を覚醒させる。その後自身を守ろうと最期まで戦い斃れたリンクを蘇生させるべく「回生の祠」に運ばせた後、自らはハイラル城へ戻り、覚醒した力で厄災ガノンを抑え続けながらリンクの目覚めを待つことになる。それから100年後、傷が癒え目を覚ましたリンクの冒険を支援、リンクの活躍により厄災ガノンは倒され、自身の力により封印に成功する。戦いの後、自らに宿っていた力は失われたが、以前のように悲嘆に暮れることは無く、ハイラルの民のために尽力することを誓う。
ゼルダ無双 厄災の黙示録
『ブレス オブ ザ ワイルド』のゼルダと同一人物だが、同作で語られたものとは異なるもう一つの100年前のハイラルを舞台としている。厄災ガノン復活後の未来から来たガーディアンから厄災ガノンの脅威を知り、未来を回避するため奔走する。しかし、復活した厄災ガノンによってハイラル城が陥落し辛くも城から脱出。英傑や父ハイラル王と合流すると、ハイラルに住む全ての種族の力を結集させ、厄災ガノンを封印する。
ゼルダの伝説 ティアーズ オブ ザ キングダム
『ブレス オブ ザ ワイルド』のゼルダと同一人物。マスターソードを携えたリンクを連れて赴いたハイラル城地下の最奥で封印されたミイラを発見し、そこから転がり落ちた不思議な石を拾った直後、突然動き出したミイラから急襲され、その際に生じた地割れに飲まれてしまう。目覚めた先は建国間もない過去のハイラル王国で、そこで出会ったハイラル初代国王ラウルと王妃ソニア、ラウルの姉のミネルと話をする中、ゼルダが拾った石はラウルたちゾナウ族に伝わる秘石で持つ者の力を倍加させる効果があること、そして、秘石を呑んで長生不老の龍になる禁術「龍化の法」の伝承を知る。その後、秘石の力に目を付けたゲルド族の王ガノンドロフがソニアを殺害して秘石を奪い魔王と化すと、ゼルダは賢者の一人・時の賢者として他の賢者とともにガノンドロフと対峙、戦いの末にガノンドロフはラウルの命と引き換えに封印される。戦いを終え、ゼルダが時の神殿を訪れると、目の前に剣身が朽ちたマスターソードが現れて光を放つ。これを見て元の時代にいるリンクの無事を察したゼルダは、いずれ蘇るガノンドロフとの対決のために秘石を呑んで白龍となり、悠久の時をかけてマスターソードを修復し続けることを決意する。それから永い年月を経て白龍は元の時代に現れ、修復されたマスターソードを手にしたリンクはハイラル城地下でミイラ状態から復活した魔王ガノンドロフを撃破、敗れたガノンドロフは秘石を呑んで黒龍となるが、白龍はリンクを乗せてともに戦い再び撃破する。戦いの後、リンクの右腕に思念体のラウルとソニアの力が宿り、放たれた光に包まれた白龍はゼルダの姿に戻る。そして、時の神殿に集結した各地の賢者や仲間たちの前で、ゼルダは皆とともにハイラルの恒久的な安寧を創り上げていくことを宣言する。
ゼルダの伝説 知恵のかりもの
ハイラルの王女。ガノンによってミナミノ遺跡に捕らえられていたところをリンクに助け出されるも、裂け目が突如発生しリンクは飲まれてしまう。ハイラル城に帰還するもそこでも裂け目が発生、父王が飲まれてニセモノにすり替わってしまい、投獄されてしまう。そこでトリィと出会い、カリモノを作り出すトリィロッドを授かり、裂け目を消す旅に出る。やがてハイラル城奪還後、「大いなる力」を狙う悪しき者に対抗する「知恵の姫巫女」であることが判明し、以後は「大いなる力」を巡る戦いに身を投じる。

## 派生型のゼルダ
登場作品については、上記の項も参照。
シーク

『時のオカリナ』に登場。ガノンドロフの追跡から逃れるため、ゼルダが闇の民「シーカー族」に変装・男装した姿。リンクの行く先々に現れ冒険を支援する。シーカー族の伝統衣装と思しき服を身に付け、包帯のような布で口元を覆っている。物語の終盤でゼルダの姿に戻る。
『大乱闘スマッシュブラザーズシリーズ』（『DX』以降）ではプレイヤーキャラクターとして登場。『X』まではゼルダの変身形態としての登場だったが、『for Nintendo 3DS / Wii U』ではゼルダとは別の単独キャラクターとなっている。『X』でのデザインは、『トワイライトプリンセス』の開発中に考案されていたものが元になっている。また、後に発売されたゼルダの伝説シリーズの資料集『ハイラル・ヒストリア』（小学館）では、『トワイライトプリンセス』のゼルダがシークに変身することを想定し『X』用に描かれたものであると記載されている。
『ゼルダ無双』でもプレイヤーキャラクターとして登場する。素早く立ち回り、クナイを飛ばす攻撃やハープを奏でることによる広範囲の魔法攻撃を行う。
テトラ

『風のタクト』『4つの剣+（ナビトラッカーズ）』『夢幻の砂時計』に登場。海賊団のリーダーを務めている。リンクと共に冒険する中で自身がハイラル王家の末裔であることを知るが、その後も「ゼルダ姫」ではなく「テトラ」として扱われることを好んでいる。
冒険の末に新大陸を発見し、そこで「新生ハイラル王国」を建国する。それから約100年後の世界が舞台となる『大地の汽笛』の時点では既に故人だが、ハイラル城内にはテトラの姿をかたどったステンドグラスが飾られている。
『4つの剣+』のモードの一つ「ナビトラッカーズ」ではゲームの進行役を務める。ゲームのプレイ中、全編にわたってテレビ画面から話しかけ、プレイヤーたちにゲームの進行状況を伝える。
『ゼルダ無双』ではプレイヤーキャラクターとして登場する。魔獣島に突如現れた魔物たちとの交戦中、大怪鳥・ジークロックにさらわれるが、その後リンクたちにより救出され、異変の元凶を倒すためハイラル軍に同行する。カトラスと水属性の銃を手にして戦う。

## ゼルダの伝説シリーズ以外の出演作品
大乱闘スマッシュブラザーズシリーズ
『大乱闘スマッシュブラザーズDX』以降の作品にプレイヤーキャラクターとして登場している。
大乱闘スマッシュブラザーズDX
『時のオカリナ』の大人ゼルダのデザインが基になっている。必殺ワザとして、『時のオカリナ』でリンクが扱う三種の魔法（「ディンの炎」「フロルの風」「ネールの愛」）を使用する。「シークチェンジ」を使用するとシークに変身し、技や能力が大きく変化する。
大乱闘スマッシュブラザーズX
『トワイライトプリンセス』のゼルダのデザインが基になっている。今作より追加された強力な必殺ワザ「最後の切りふだ」では「光の弓矢」を用いる。前作同様、「シークチェンジ」でシークに変身できる。
大乱闘スマッシュブラザーズ for Nintendo 3DS / Wii U
『トワイライトプリンセス』のゼルダのデザインが基になっている。『大地の汽笛』に登場する「ファントム」を前方に召喚する必殺ワザが新たに追加された。今作以降では、シークがゼルダとは別のキャラクターとして単独で登場している。
大乱闘スマッシュブラザーズ SPECIAL
『神々のトライフォース』と『神々のトライフォース2』のゼルダのデザインが基になっている。これまでのシリーズでは凛とした雰囲気だったが、今作では元気のあるキャラクターに個性が変更された。また、「最後の切りふだ」が変更され、「知恵のトライフォース」を用いて相手を封印するものになった（相手のダメージが100%を超えると即撃墜となる）。シークは「ブレス オブ ザ ワイルド」でリンクが着用できる忍びスーツをベースとした衣装になり、こちらも最後の切りふだが変更されて相手を暗器で連続斬りするものになった。

## amiibo
- ゼルダ（大乱闘スマッシュブラザーズシリーズ 2014年12月6日発売）
- シーク（大乱闘スマッシュブラザーズシリーズ 2015年1月22日発売）
- ゼルダ【風のタクト】（ゼルダの伝説シリーズ 2016年12月1日発売）
- ゼルダ【ブレス オブ ザ ワイルド】（ゼルダの伝説シリーズ 2017年3月3日発売）
- ゼルダ＆ロフトバード【スカイウォードソード】（ゼルダの伝説シリーズ 2021年7月16日発売）

## キャスト

### 声優
國府田マリ子
- 『BSゼルダの伝説 古代の石盤』
- サウンドトラックCD『ゼルダの伝説 SOUND&DRAMA』

水沢潤
- 『ゼルダの伝説 時のオカリナ』
- 『ゼルダの伝説 時のオカリナ 3D』
- 『大乱闘スマッシュブラザーズDX』
- 『大乱闘スマッシュブラザーズX』
- 『大乱闘スマッシュブラザーズ for Nintendo 3DS / Wii U』
- 『ゼルダの伝説 トワイライトプリンセス』
- 『ゼルダの伝説 トワイライトプリンセス HD』

橘ひかり
- 『ゼルダの伝説 風のタクト』
- 『ゼルダの伝説 風のタクトHD』
- 『ゼルダの伝説 神々のトライフォース&4つの剣』
- 『ゼルダの伝説 4つの剣+』
- 『ゼルダの伝説 ふしぎのぼうし』
- 『ゼルダの伝説 夢幻の砂時計』
- 『ゼルダ無双』シリーズ（テトラ / トゥーンゼルダ）

大前茜
- 『ゼルダの伝説 大地の汽笛』

嶋村侑
- 『ゼルダの伝説 スカイウォードソード』
- 『ゼルダの伝説 ブレス オブ ザ ワイルド』
- 『ゼルダ無双 厄災の黙示録』
- 『ゼルダの伝説 ティアーズ オブ ザ キングダム』

藤村歩
- 『ゼルダの伝説 神々のトライフォース2』
- 『大乱闘スマッシュブラザーズ SPECIAL』

世戸さおり
- 『ゼルダ無双』シリーズ（ゼルダ / シーク）

三浦千幸
- 『ゼルダの伝説 知恵のかりもの』

ボニー・ジーン・ウィルバー
- 『Link: The Faces of EvilとZelda: The Wand of Gamelon』

シンシア・プレストン
- テレビアニメ『The Legend of Zelda』

パトリシア・サマーセット
- 『ゼルダの伝説 ブレス オブ ザ ワイルド』（英語音声）
- 『ゼルダ無双 厄災の黙示録』（英語音声）
- 『ゼルダの伝説 ティアーズ オブ ザ キングダム』（英語音声）

ブランディ・コップ
- 『大乱闘スマッシュブラザーズ SPECIAL』「灯火の星」オープニングムービー（英語音声）

ステファニー・マートン
- 『ケイデンス・オブ・ハイラル: クリプト・オブ・ネクロダンサー feat. ゼルダの伝説』（英語音声）

### 俳優
- 新島弥生：『ゼルダの伝説 神々のトライフォース』テレビCM
- ボー・ブラガソン：実写映画[9]

## その他
- ゼルダという名前は小説家のF・スコット・フィッツジェラルドの夫人、ゼルダ・セイヤー・フィッツジェラルドに触発され命名された。ゼルダの伝説シリーズの生みの親である宮本茂がタイトルに悩んでいた際、PRプランナーからゲームのイラストブックを作る提案を受ける中でゼルダ・フィッツジェラルドの名前を知り、その本の企画には興味を持てなかったが「ゼルダ」という名前はすごく気に入り名前だけ貰いうけた[10]。
- アメリカの俳優ロビン・ウィリアムズは『ゼルダの伝説』シリーズのファンであり、自身の娘に「ゼルダ・レイ・ウィリアムズ」と名付けている。ヨーロッパで『時のオカリナ 3D』が発売される際には、ウィリアムズ親子がそろって出演するテレビCMとスペシャルムービーが公開された（後に日本などでも字幕付で配信された）[11]。このムービー内でゼルダ・ウィリアムズは「昔は何かと名前をからかわれて嫌いだったが、現在は気に入っている」と証言している。また、ロビンは「娘の名前の由来を（上述の）フィッツジェラルドの妻からとしばしば勘違いされる」と述べている。
- 『ゼルダの伝説 知恵のかりもの』では、主人公のゼルダをプレイヤーが操作するが、このほか、ゼルダを直接操作できる作品として、『ゼルダの伝説 大地の汽笛』『ゼルダ無双』『大乱闘スマッシュブラザーズシリーズ』、そして、任天堂が開発にかかわっておらずCD-iのソフトとして日本国外のみで発売された『Zelda's Adventure』がある。また、ゲームソフトではないが、1986年に双葉社から発売されたゲームブック『ゼルダの伝説 蜃気楼城の戦い』ではリンクとゼルダのパートを交互に変えながら物語を進めていく。